# キバタン
キバタン（黄芭旦、学名：Cacatua galerita、英名：Sulphur-crested Cockatoo）は、オウム目オウム科に分類される鳥類の一種。
オーストラリアのオウムの中でも広く分布している大型のオウムの一種である。オーストラリアの内外でしばしばペットとして高い人気を博すが、オーストラリアの穀倉地帯では数が増えすぎ、害鳥とされている。しかし、オーストラリア連邦法規により保護された種であることから、駆除には政府の許可が必要である。

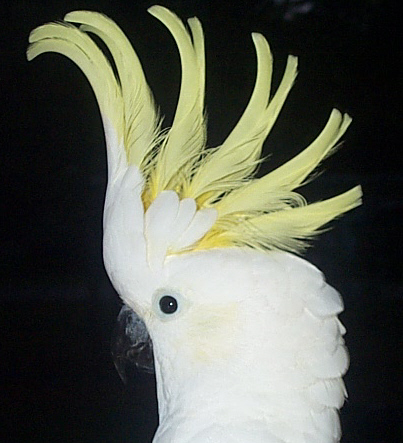
特徴的な冠羽を広げた状態

## 生態
キバタンは外見がオーストラリアで見られる三種類のバタンインコ（Corella）によく似ている。しかしバタンインコはキバタンより小型で、人目を引く黄色い冠羽を持っていない。オーストラリアの各地には少数だが地方種が存在する。
通常の体長は50cm、体重は800g前後に達する。ほとんどの場合、オスはほぼ黒色の目をしていることから、メスと見分けることができる。これに対し、メスは赤茶色の目をしている。また、彼らは非常に大きな特徴的で騒々しい鳴声を立てることができるため、生息している熱帯林や亜熱帯林を含む森林環境で遠くまで声が届く。キバタンは非常に高い知能を持っているだけでなく、生まれつき好奇心の強い生き物である。

## 分布

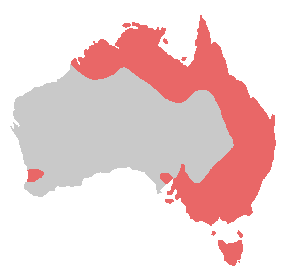
オーストラリアのキバタンの分布（赤で示す領域）

オーストラリア、及びパプアニューギニアとその周辺部。
オーストラリアではアイアンレンジ山脈を超えたファー・ノース・クイーンズランドから、スノウイーマウンテンの一部にいたる、さまざまな気候の地域に分布している。またアデレードや南オーストラリア州南部にも生息。パース付近へは移入された。シンガポールにも移入されている。
これらの鳥は土食（食物を解毒するために粘土を食べるプロセス）の習性があることで知られている。

## 飼育と世話
キバタンの米国への輸入は野鳥保護法の規制により既に行われていないが、飼育下での繁殖が行われている。これらの鳥を飼育する場合は、とても騒々しい他に木材やその他の堅い有機物素材をかじりたいという自然の欲求を持っているため、目を離さずに、深い注意を払わなくなくてはならない。
非常に長命であり、野生においてはおよそ20年から40年程度、飼育下では70年以上である。

## ギャラリー

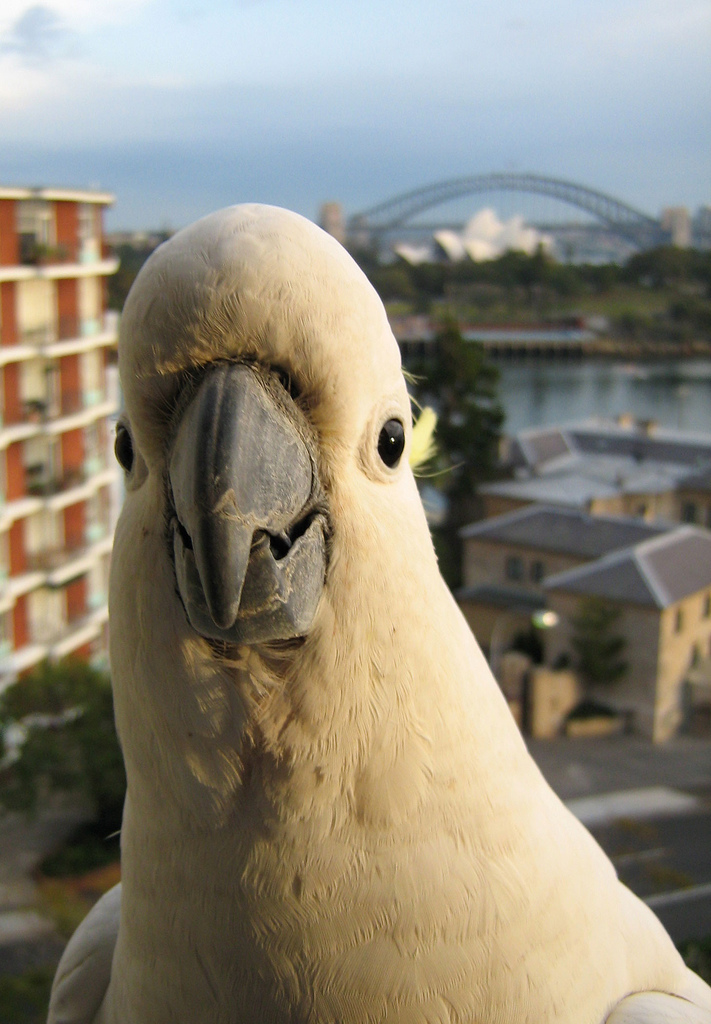
シドニー市街地のキバタン
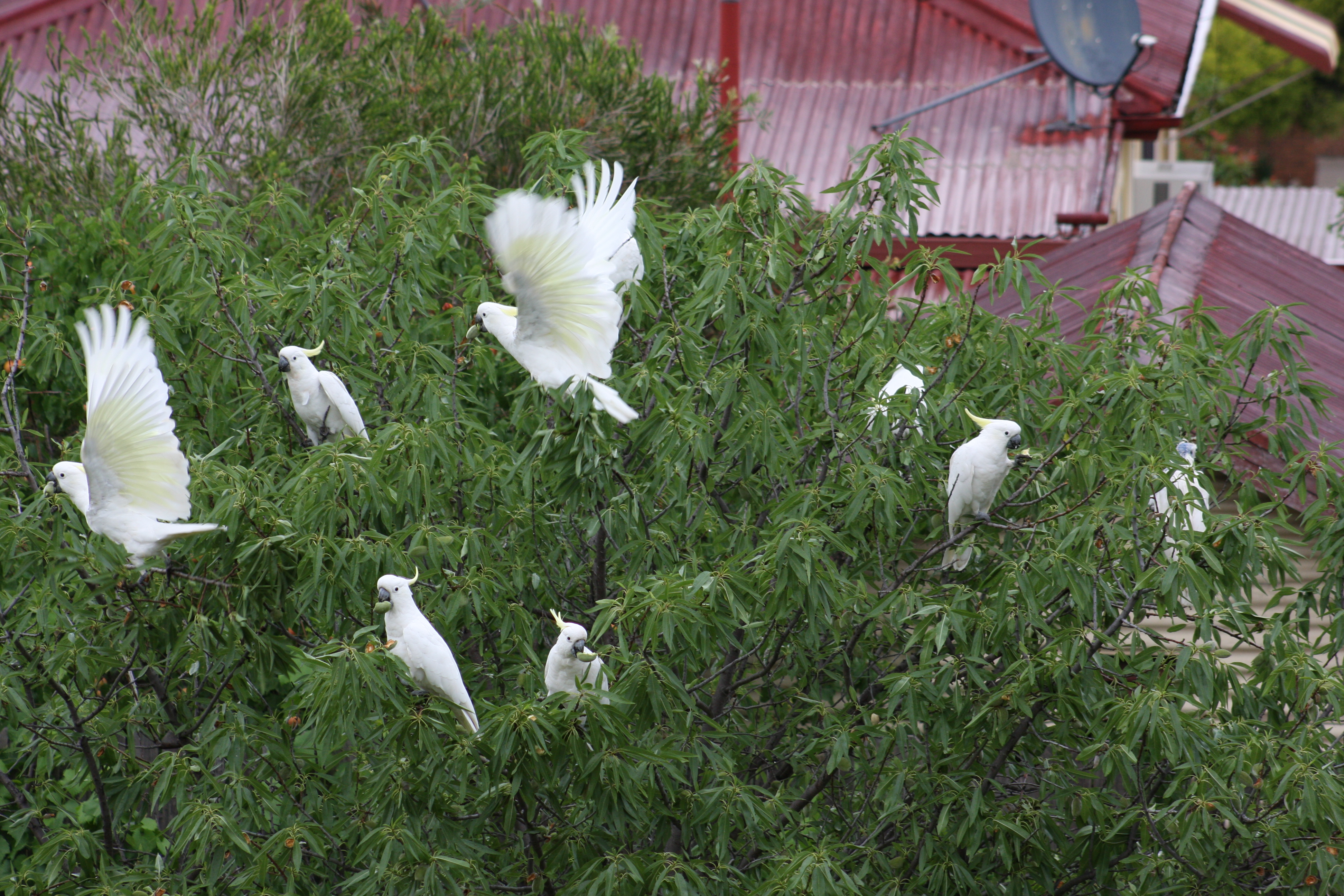
新鮮なアーモンドを食べるキバタン
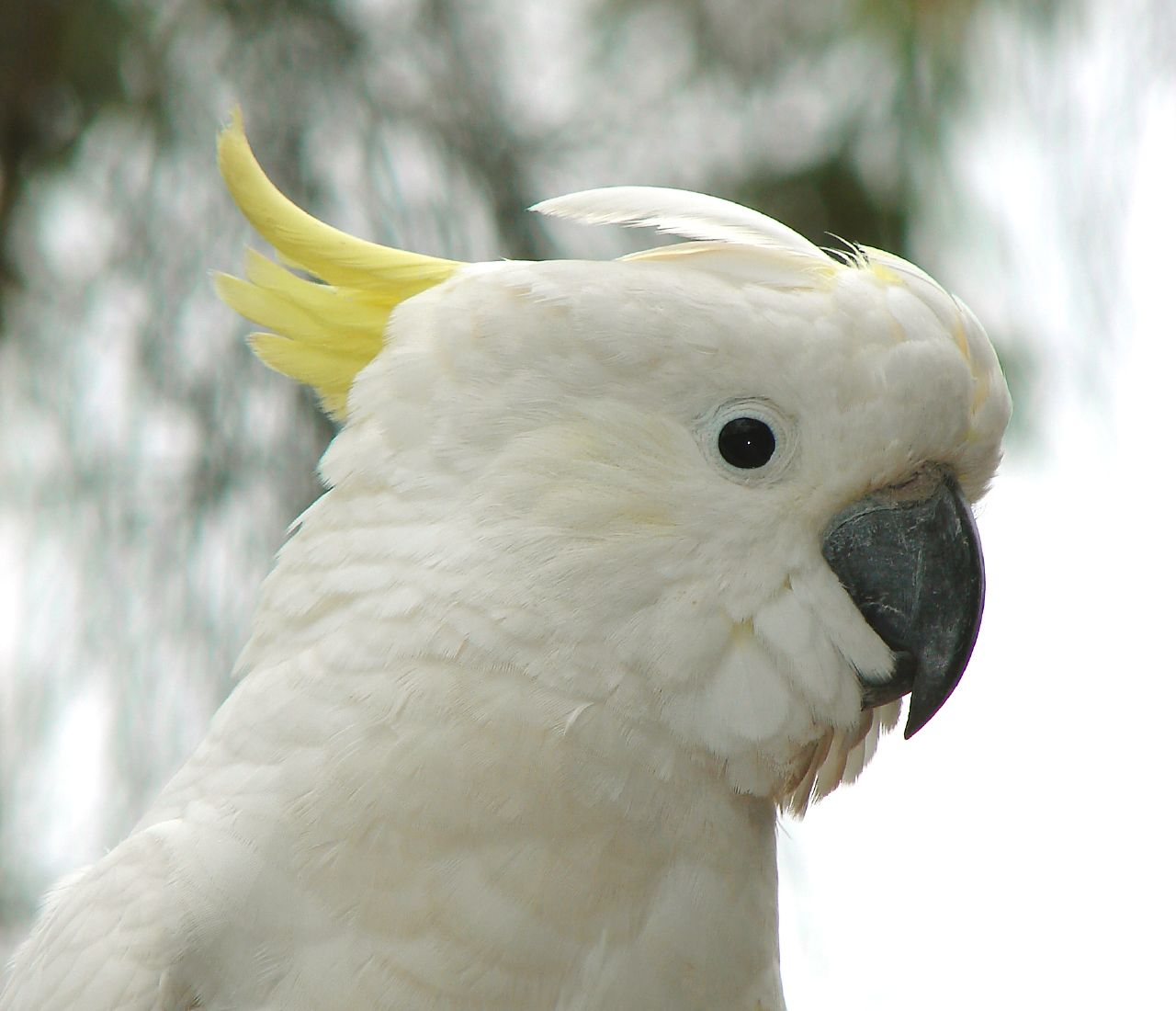
キバタン、 シドニーのジョージリバーにて

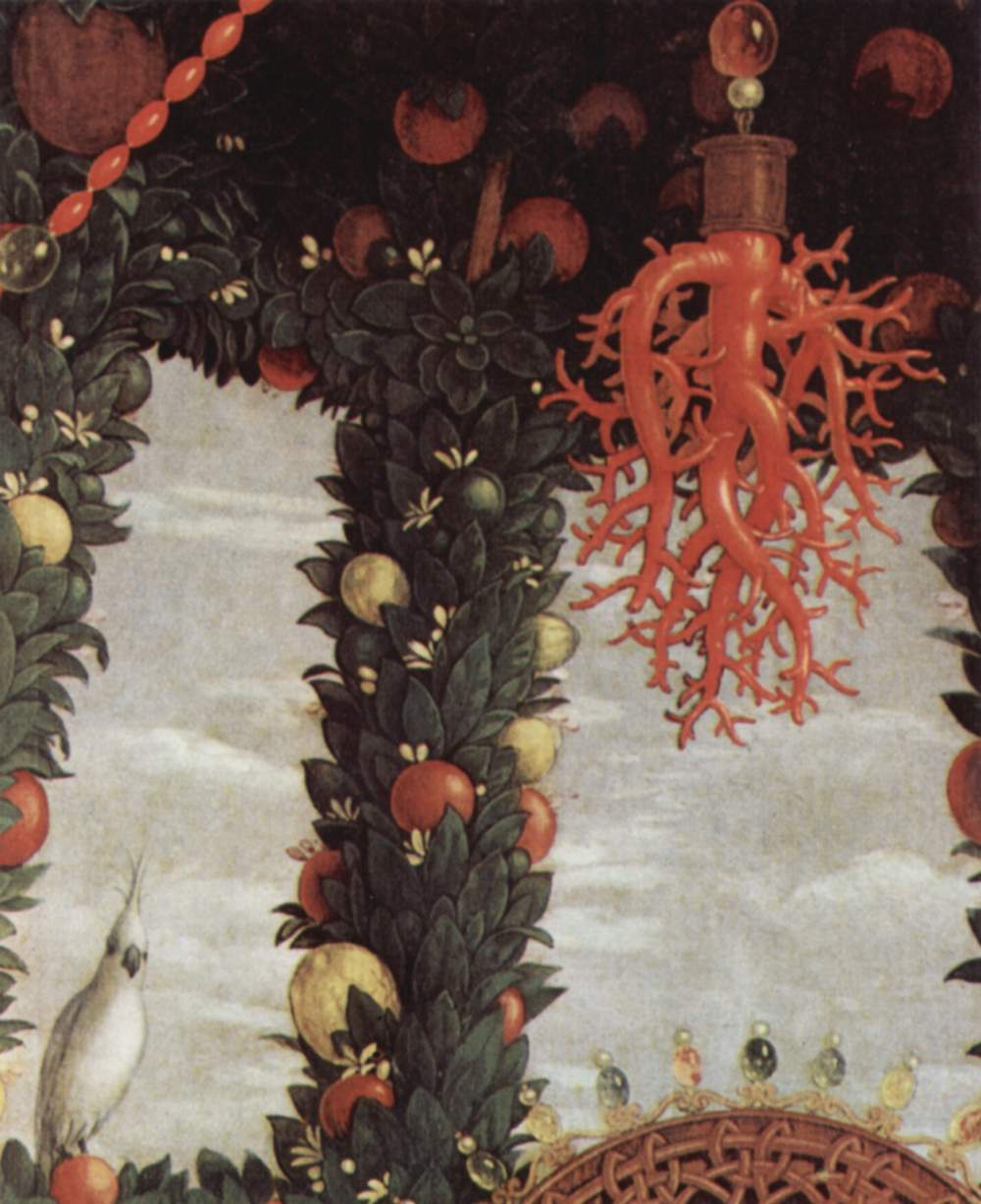
アンドレア・マンテーニャによる絵（1496）にみられるキバタンらしき鳥 - ヨーロッパ人によるオーストラリア大陸目撃の100年以上前のもの
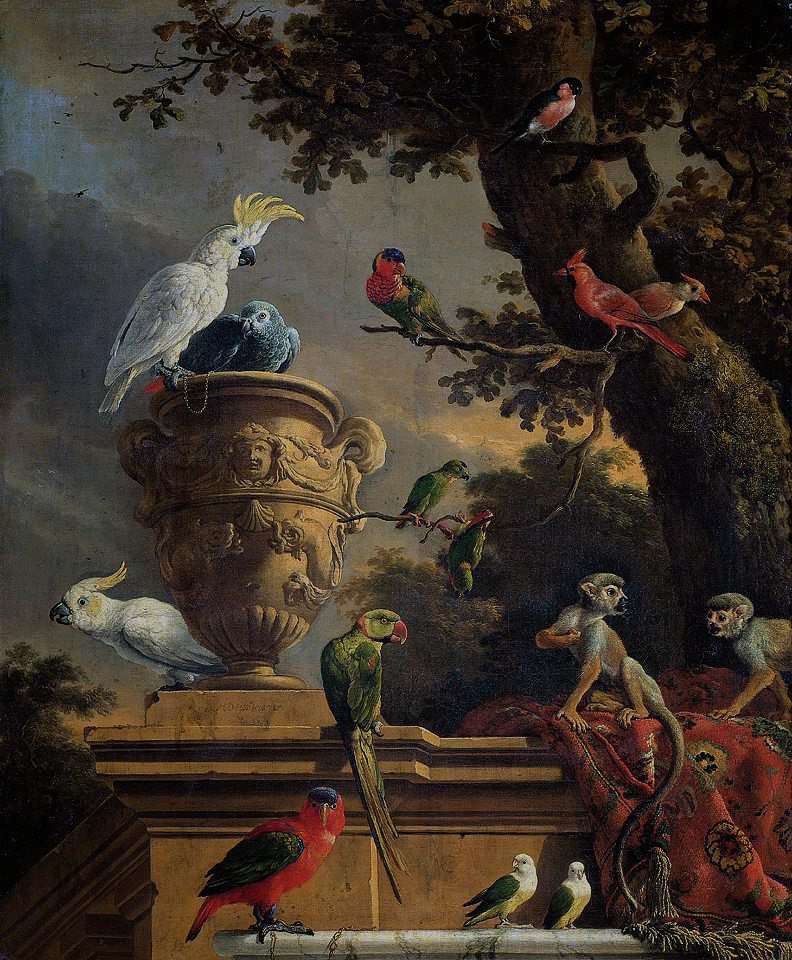
メルヒオール ドンデクーテルの絵に描かれている二羽のキバタン、17世紀後半